# Christian Prokop
Christian Prokop (født 24. december 1978 i Köthen, Tyskland) er en tysk håndboldtræner og tidligere håndboldspiller. Han træner Tysklands herrehåndboldlandshold.